# You Should Probably Leave
«You Should Probably Leave» (с англ. — «Вероятно, вам следует уйти») — песня американского певца Криса Стэплтона, вышедшая 17 мая 2021 года в качестве второго сингла с его четвёртого студийного альбома Starting Over (2020). Песня была написана в соавторстве Эшли Горли, Крисом Дюбуа и Стэплтоном, который также спродюсировал трек вместе с Дэйвом Коббом.

## История
Песня была написана еще в 2014 году. В клипе от октября 2014 года Стэплтон был замечен выступающим в Нашвилле на простой сцене, и к нему присоединилась его жена Морган.
«You Should Probably Leave» описывает историю о паре, которая не может удержаться от возвращения друг к другу, хотя они знают, что их история не закончится ничем хорошим.

## Отзывы
Кевин Джон Койн с сайта Country Universe написал, что в песне «нет никакой различимой мелодии, сюжет скучен как посуда, а темп мучительно медленный».
Песня выиграла Грэмми в категории Best Country Solo Performance в 2022 году.

## Коммерческий успех
12 февраля 2022 года «You Should Probably Leave» возглавил чарт Country Airplay, став вторым чарттоппером Стэплтона. 19 февраля 2022 года сингл возглавил хит-парад Hot Country Songs, где это его третий чарттоппер.

## Позиции в чартах
| Чарт (2020—2022)                    | Высшая позиция |
| ----------------------------------- | -------------- |
| Австралия (Country Hot 50, TMN)     | 9              |
| Канада (Billboard Canadian Hot 100) | 35             |
| Канада (Billboard Country)          | 1              |
| США (Billboard Hot 100)             | 28             |
| США (Billboard Country Airplay)     | 1              |
| США (Billboard Hot Country Songs)   | 1              |

| Чарт (2021)                        | Позиции |
| ---------------------------------- | ------- |
| США (Hot Country Songs, Billboard) | 32      |

## Сертификации
| Регион                                                                      | Сертификация  | Продажи   |
| --------------------------------------------------------------------------- | ------------- | --------- |
| Канада (Music Canada)                                                       | Платиновый    | 80 000    |
| США (RIAA)                                                                  | 3× Платиновый | 3 000 000 |
| Данные о продажах + прослушиваниях приведены только на основе сертификации. |               |           |